# Вагар (аэропорт)
Вагар (фар. Vága Floghavn) — единственный аэропорт на Фарерских островах.
Находится на острове Воар в 1,9 км от поселения Сёрвоавур. Аэродром был построен британскими специалистами в военных целях во время оккупации Фарер. В 1943 году принял первый самолёт. После войны был заброшен почти два десятилетия, и лишь с 1963 года аэропорт стал обслуживать гражданские рейсы.
Первоначально аэропорт имел одну асфальтовую ВПП длиной 1250 м и шириной 30 м, что позволяло использовать лишь самолёты укороченного взлёта и посадки, такие как BAe 146. В декабре 2011 года ВПП была увеличена до 1800 м.
С марта 2012 года аэропорт начал принимать аэробусы А319.
В июне 2014 года пропускная способность аэропорта была увеличена за счет открытия нового здания терминала.
Аэропорт Вагар является базовым для фарерской авиакомпании Atlantic Airways. Он также представляет собой один из промежуточных узлов исландской авиакомпании Icelandair. Кроме того, аэропорт используется и для вертолётного сообщения с прочими островами архипелага (осуществляемого компанией Atlantic Airways).
Управление аэропортом до сих пор осуществляет Управление гражданской авиации Дании, хотя он был передан в собственность правительства Фарер ещё в 2007 году.
Аэропорт связан регулярным и чартерным международным авиасообщением с Данией, Исландией, Великобританией, Гренландией, Норвегией, а также Миланом (Италия) и Барселоной (Испания).
В 2002 году был введён в эксплуатацию 5-км подводный туннель под Вестманским каналом, соединивший остров с соседним островом Стреймой, где расположена столица Фарер — Торсхавн. До этого автомобильное сообщение с остальными островами осуществлялось посредством паромов.